# Glasvezelaansluiting

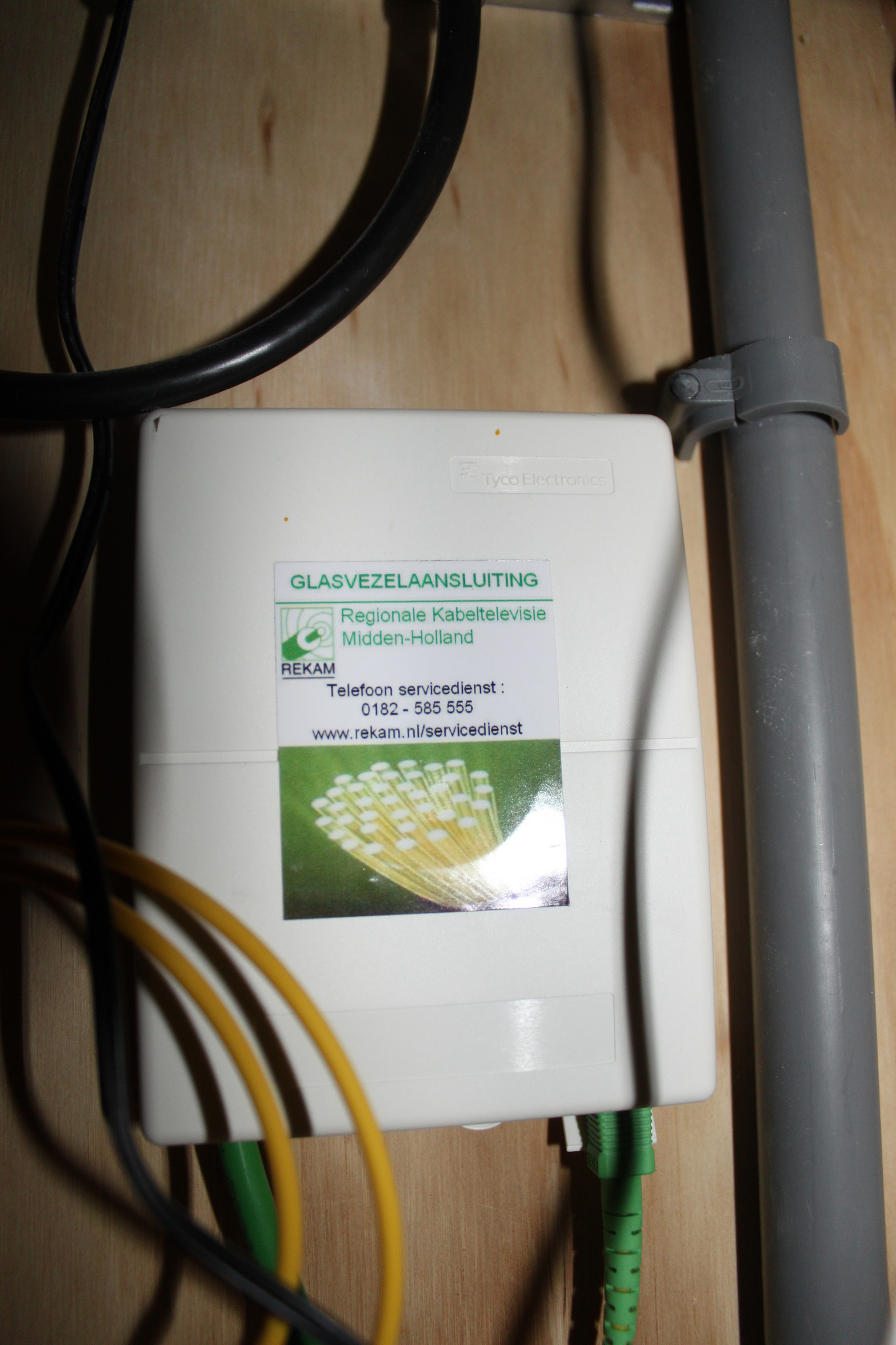
Fiber to the Home-aansluiting van REKAM

Een glasvezelaansluiting is "een glasvezelverbinding tot aan de woning". Ze wordt ook wel Fiber to the Home (FTTH) genoemd.
Bij andere technieken zoals coax en DSL bestaat een gedeelte van het netwerk wel uit glasvezelverbindingen, maar het laatste deel van wijkcentrale/wijkverdeler tot aan de woning, is getwist paar of coaxkabel. Deze vormen verreweg het grootste aandeel van de aansluitingen. Bij FTTH is ook dat laatste stuk naar de woning glasvezelkabel. De term FTTH wordt overigens door de providers niet vaak gebruikt.
Naast de aanduiding FTTH wordt er onderscheid gemaakt in:
- Fiber to the node / neighbourhood (FTTN) / Fiber to the cabinet (FTTCab). Glasvezel tussen grote centrales.
- Fiber to the curb (FTTC) / Fiber to the kerb (FTTK). Glasvezel naar het wijkverdelerkastje in de straat. De verbinding met de woning geschiedt met coax- of telefoonkabel. ADSL wordt aangeboden vanuit de wijkcentrale. VDSL wordt in enkele plaatsen ook vanuit een wijkverdeler aangeboden. Dit werd voorheen ook een glasvezelaansluiting genoemd, maar dat bleek bij de klant verwarring te geven.
- Fiber to the building (FTTB). Glasvezel naar het gebouw. Dit is een technische ruimte in een bedrijfspand. Dit wordt ook weleens verward met Fiber to the Business.
- Fiber to the home (FTTH). Glasvezel tot aan de meterkast (huis).
- Fiber to the office (FTTO). Glasvezel tot in een bedrijfspand.

Voor meer detail zie: Fiber to the x, klik door naar de engelse versie.

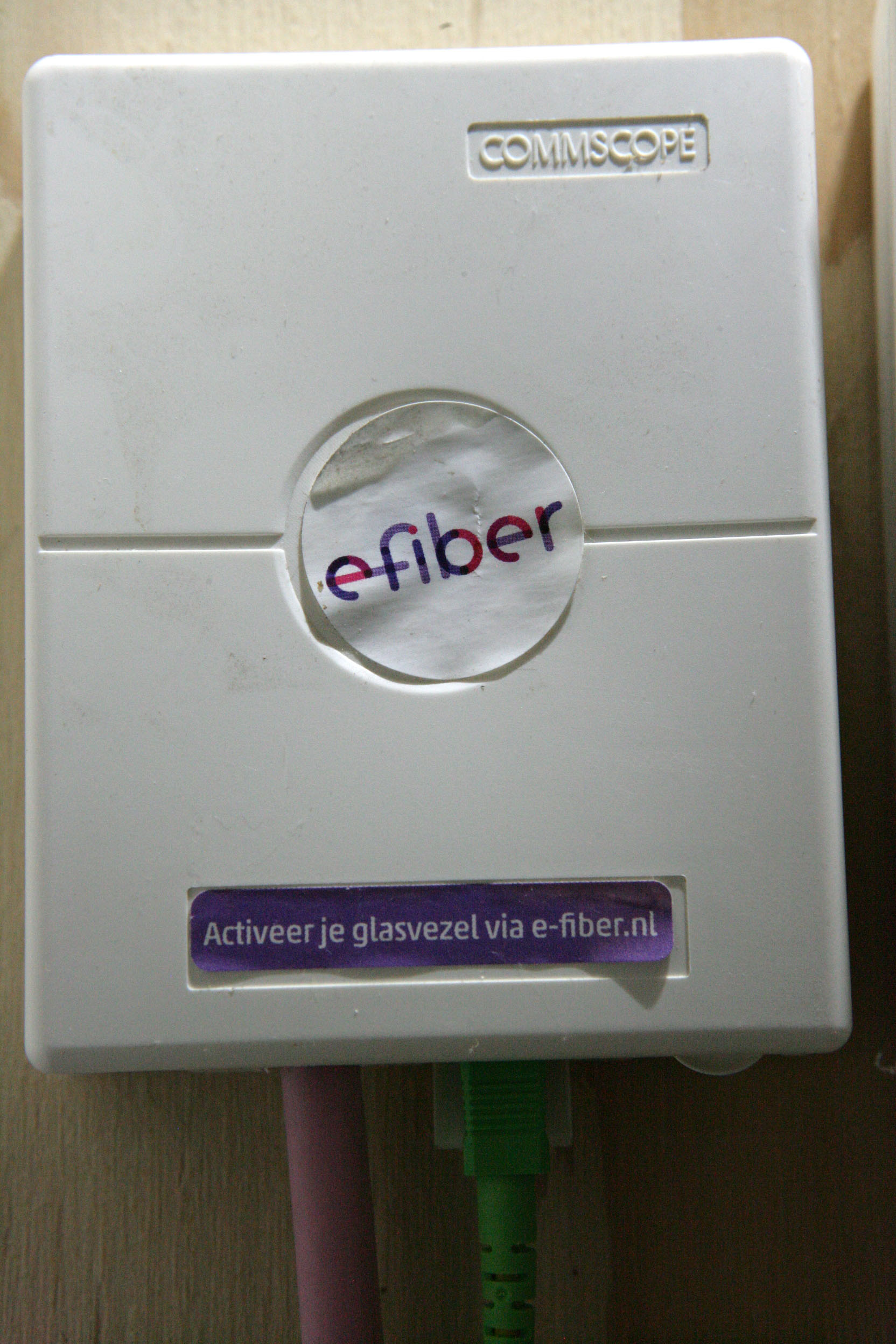
Fiber to the Home-aansluiting van E-fiber

## Techniek

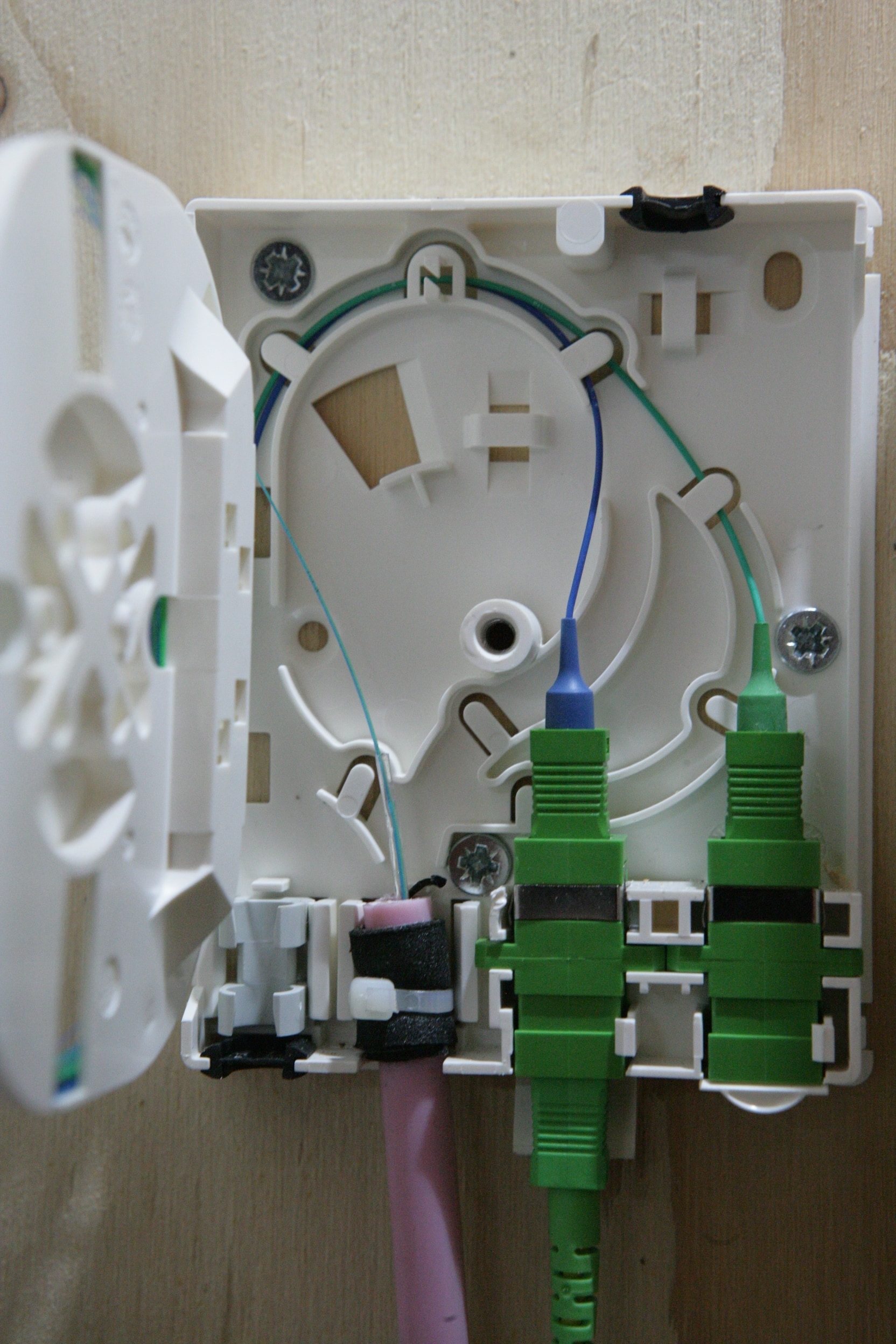
De binnenzijde van een glasvezel aansluitkastje (FTU).

De verbinding wordt mogelijk gemaakt door zogeheten glasvezelverbindingen. Daarvan zijn meerdere varianten, waaronder single-mode fiber of multi-mode fiber. De meest gebruikte techniek voor FTTH is single-mode fiber. De belangrijkste eigenschappen van een glasvezelverbinding zijn de grote bandbreedte en de grote afstand waarover deze snelheid gerealiseerd kan worden. Er zijn glasvezelverbindingen mogelijk tot wel 10 Gbit/s, over een afstand van vele kilometers. Met speciale apparatuur (DWDM) is het zelfs mogelijk om 400 Gbit/s over één glasvezel te transporteren. De maximumsnelheid wordt bepaald door de gebruikte lasers aan weerszijden van de verbinding. Net als bij ADSL en coax is de werkelijk behaalde snelheid afhankelijk van de aanbieder en een groot aantal factoren. Een verschil met ADSL en coax, is dat de commercieel en technisch geleverde snelheden symmetrisch zijn, wat wil zeggen dat de up- en downloadsnelheid gelijk zijn. Bij coax zijn zowel technisch als commercieel de snelheden symmetrisch of asymmetrisch leverbaar tot 1000 Mbit/s. De maximale commercieel aangeboden downloadsnelheid van coax is momenteel 1000 Mbit/s; technisch gezien kan de huidige generatie kabelmodems downloadsnelheden bieden tot 4Gbit/s. De huidige commercieel aangeboden uploadlimiet van coax is 50 Mbit/s. Technisch gezien zijn over coax veel hogere uploadsnelheden leverbaar (>200 Mbit/s), wat echter kostbare investeringen en het afschakelen van de FM-radioband op de coaxkabel vereist. De netwerkvertraging (ook wel latency of ping genoemd) is lager dan die van ADSL en coax.
In tegenstelling tot de coax- en ADSL-netwerken is de glasvezelkabel niet gevoelig voor corrosie en blikseminslagen. De glasvezelapparatuur die met het elektriciteitsnet verbonden is, is dat (uiteraard) wel. 
Over een FTTH-verbinding kunnen net als over ADSL- en coaxnetwerken meerdere diensten geleverd worden. Vaak gebeurt dit in de vorm van triple play: internet, (digitale) televisie, radio en digitale telefonie (VOIP), maar ook losse internet-, telefonie- of radio- en televisie-abonnementen zijn bij de meeste providers mogelijk.

## Aanleg
Glasvezel wordt aangelegd door een kabel aan te leggen in de bodem tot aan de gevel of tot aan de voortuin. Door de tuin kan de glasvezel in veel gevallen geboord worden. Daarna komt een monteur aan huis om de glasvezel in de woning aan te sluiten. Om de glasvezel als consument te kunnen gebruiken is een abonnement nodig.

## Galerij

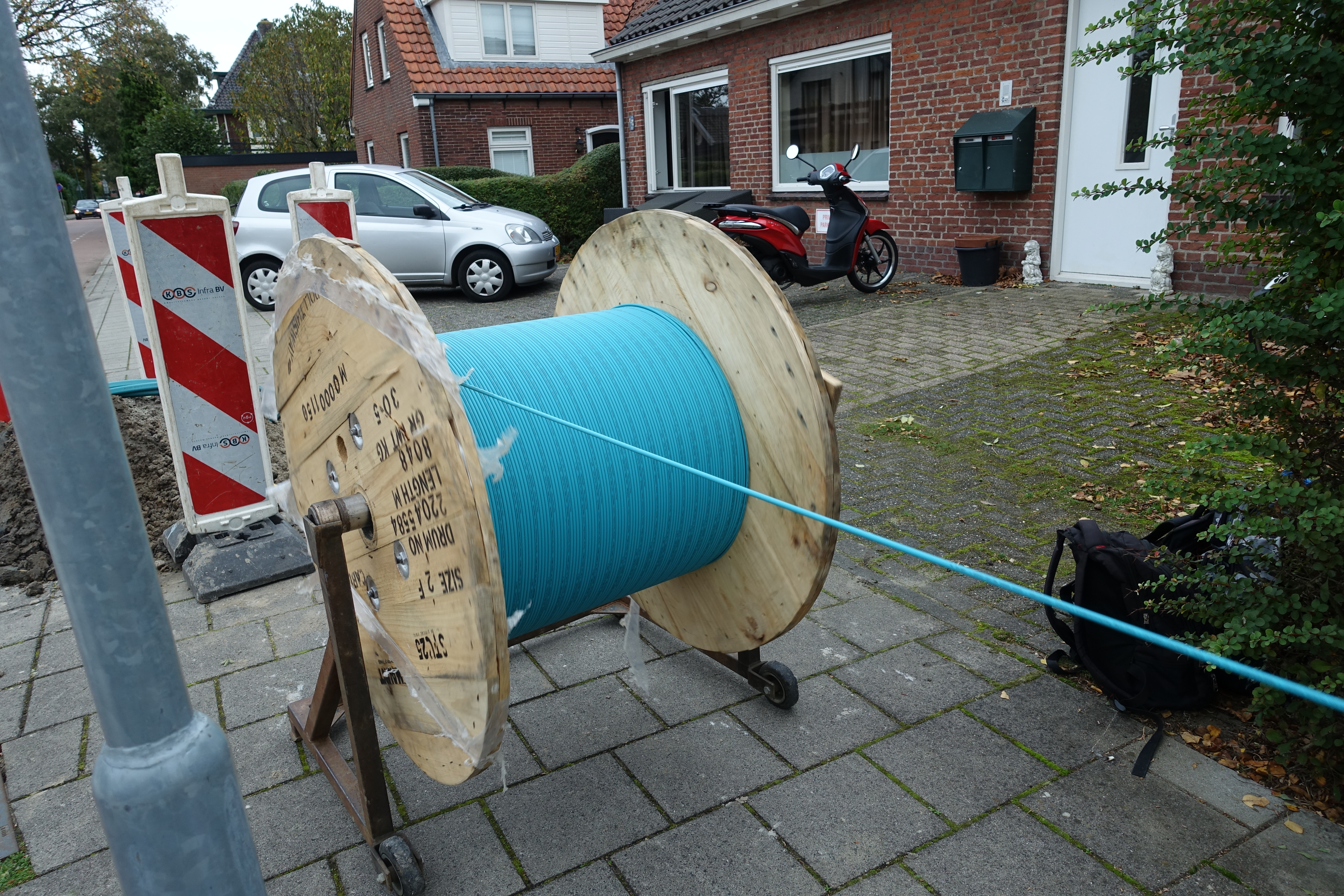
Rol glasvezelkabel
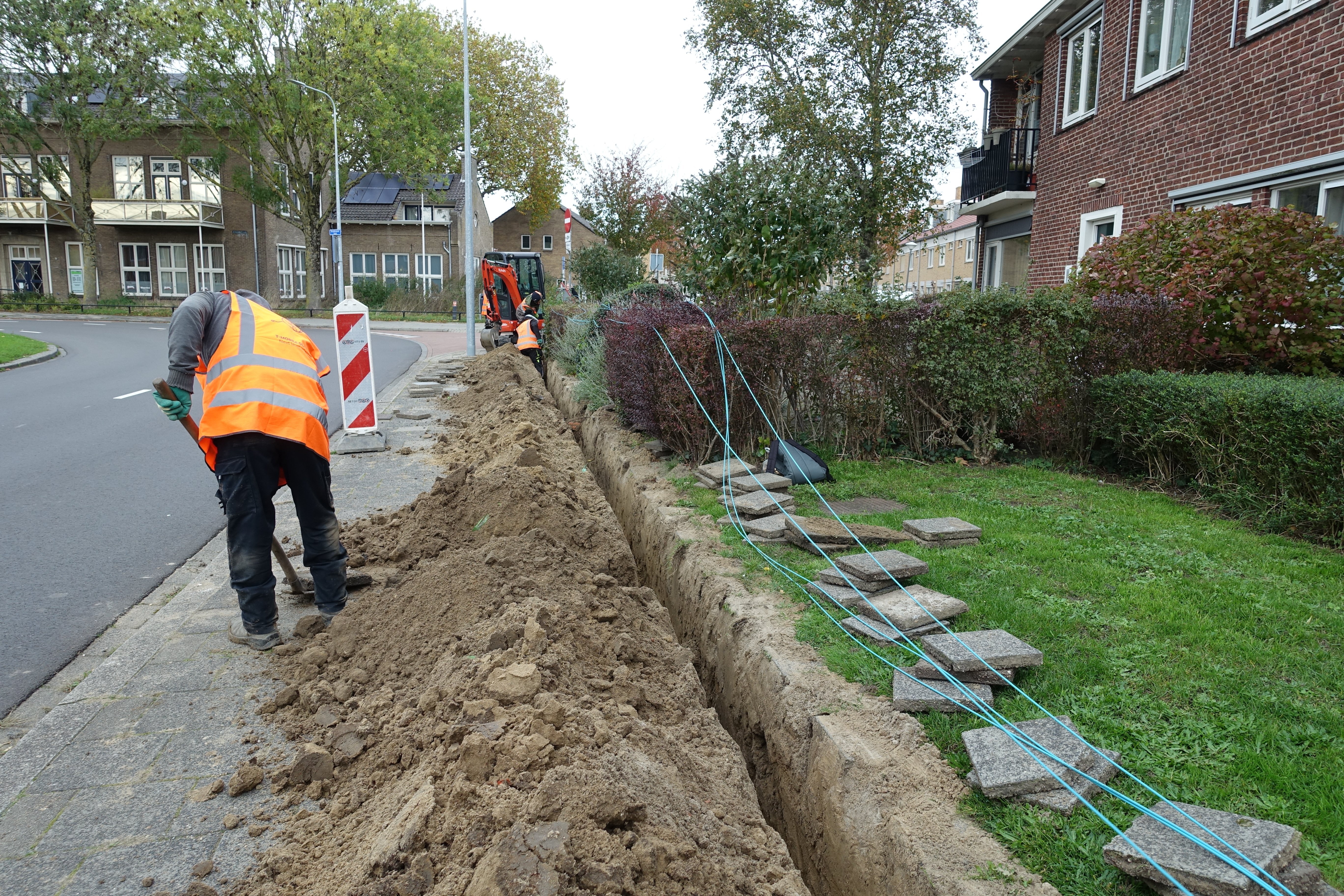
Er wordt een sleuf gegraven in de straat, voor de woningen langs
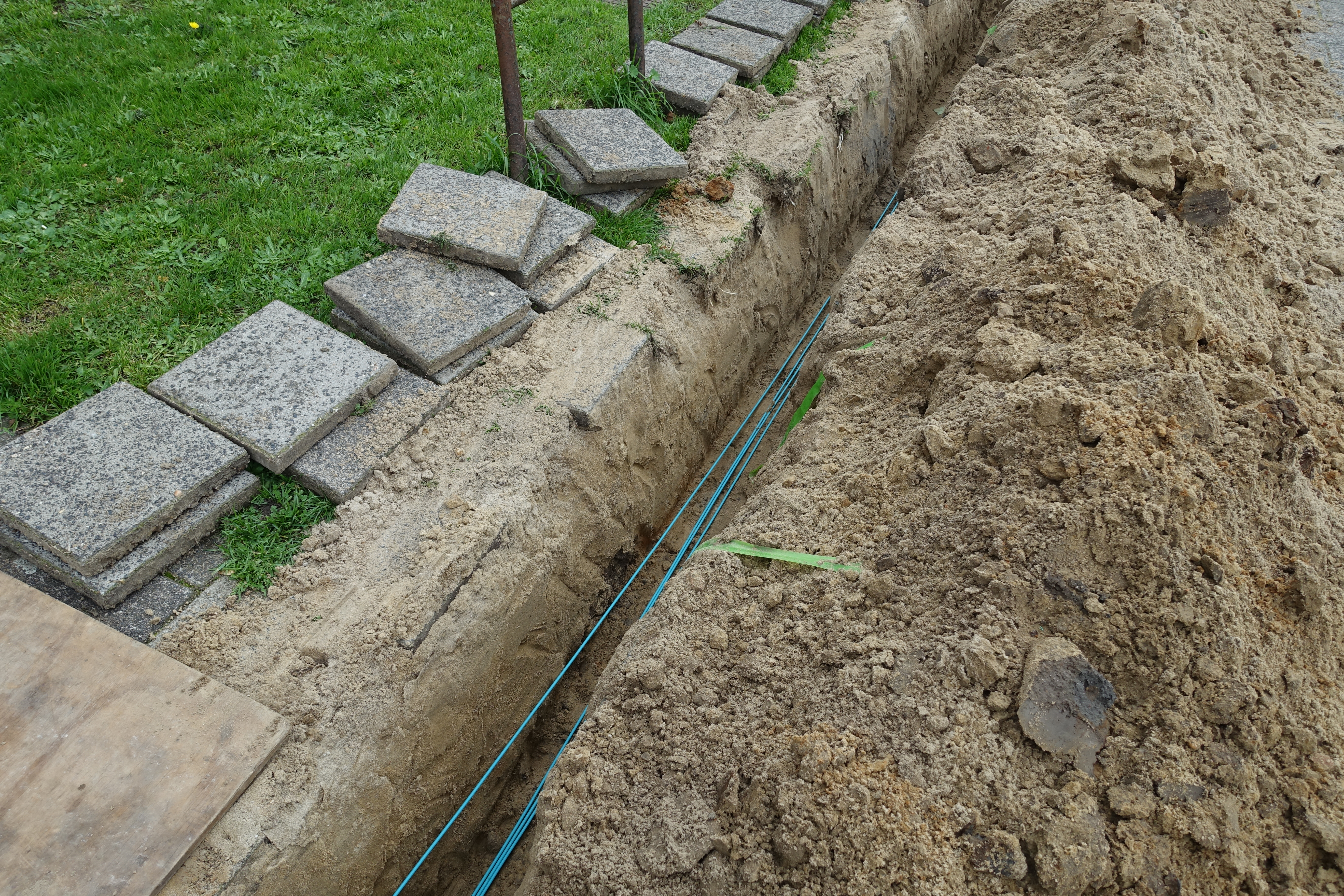
Glasvezelkabel wordt in de sleuf gelegd
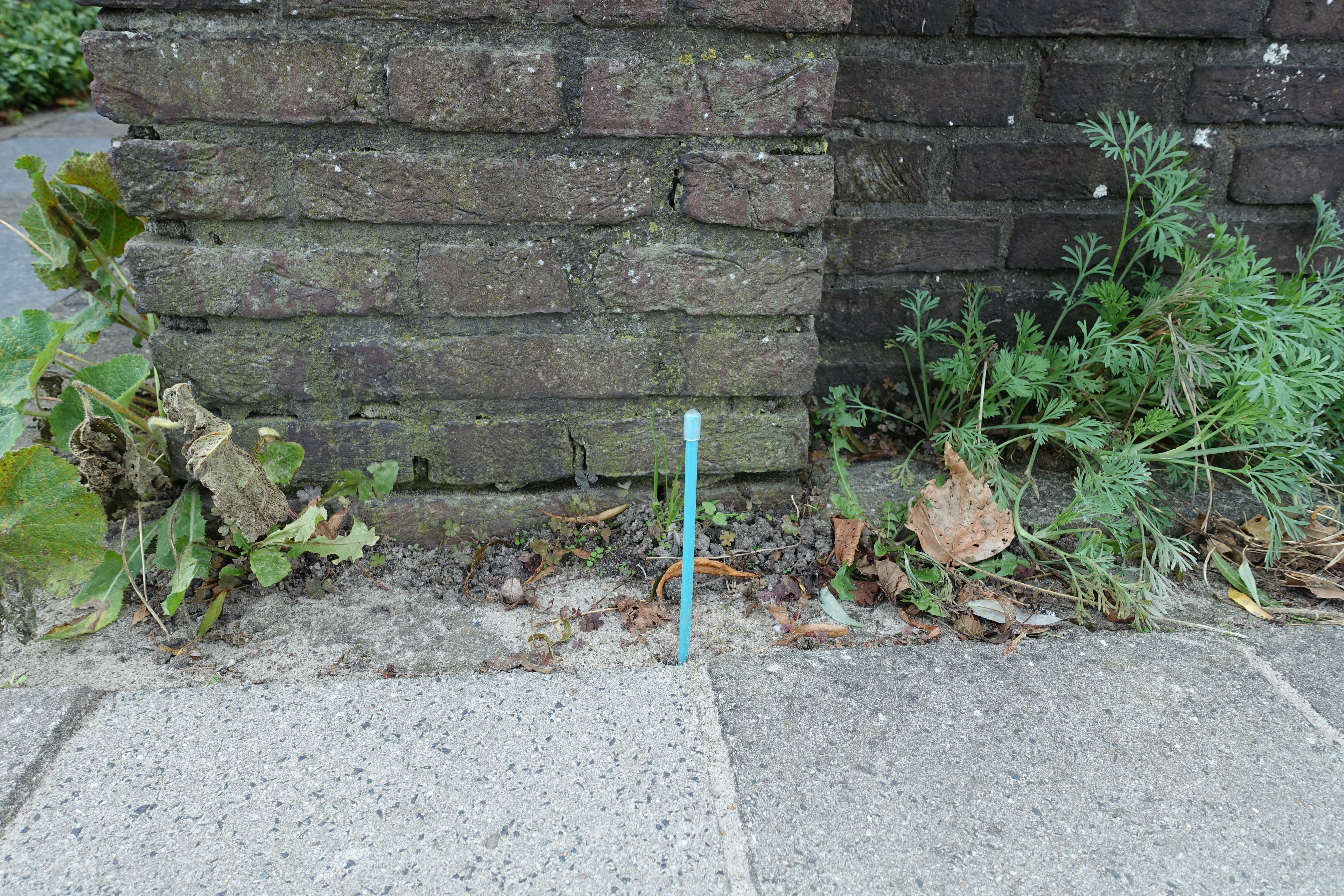
Klaar voor aansluiting naar de woning.
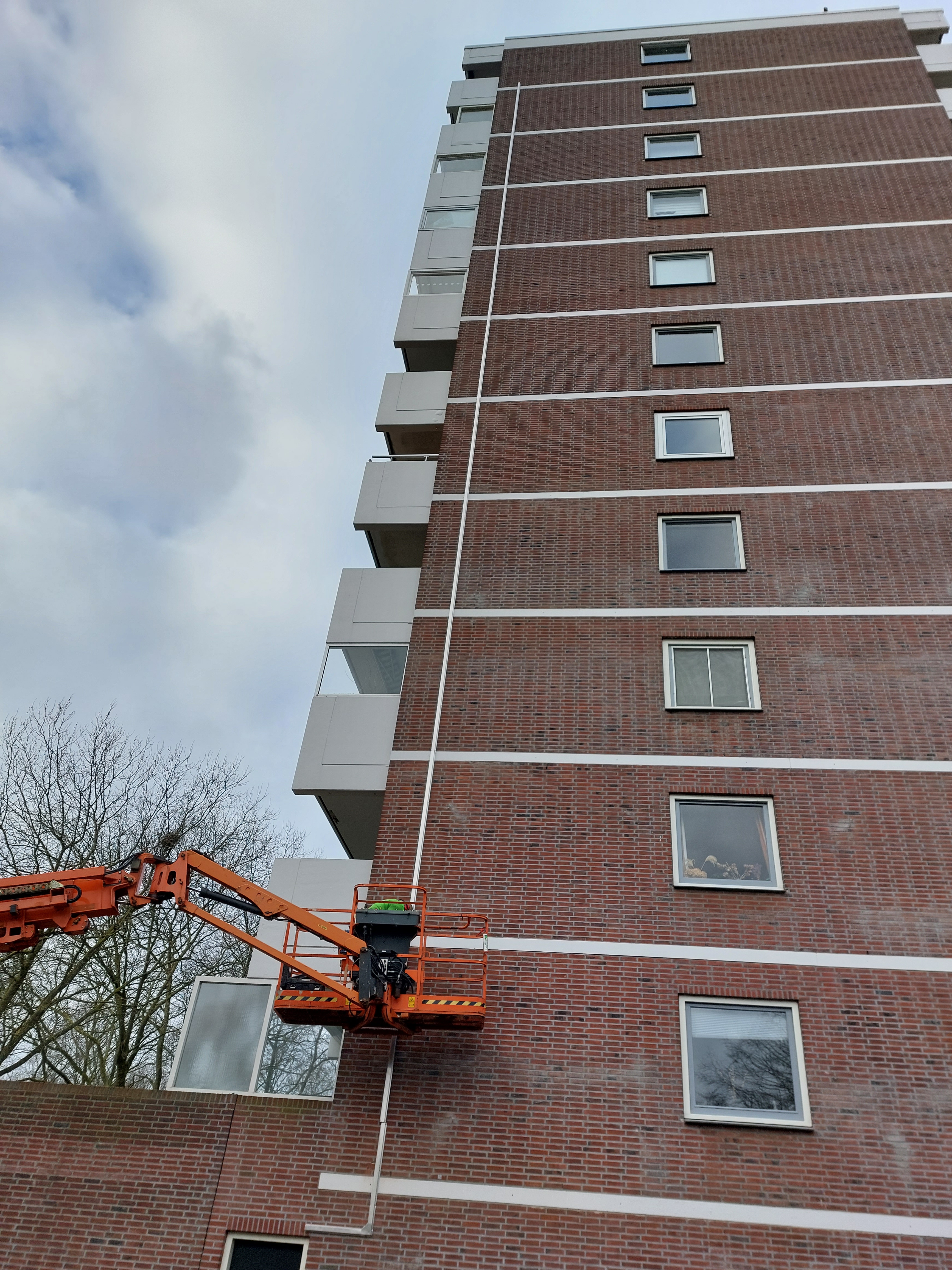
De aanleg van glasvezel in Amsterdam.

## Nederland

### Groei aantal glasvezelaansluitingen

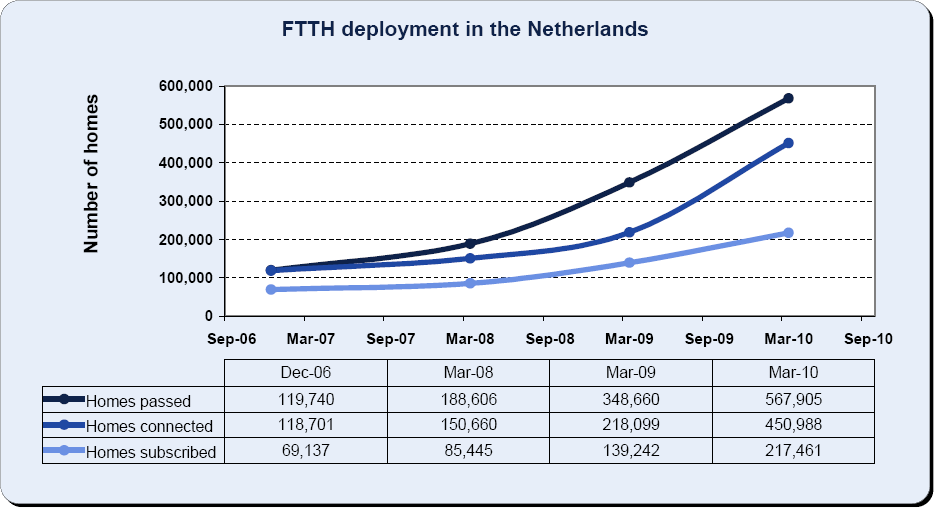
De uitrol van glasvezel tot in de meterkast gaat sneller, het aantal werkelijke abonnees blijft achter.

Stratix Consulting, een onafhankelijk adviesbureau gespecialiseerd in elektronische communicatie, raamde voor het eerste kwartaal van 2010 het aantal huishoudens waar glasvezel tot aan de voordeur is aangelegd ('homes passed') op 568 duizend, hetgeen een toename betekent van 63% ten opzichte van het jaar daarvoor. Stratix rapporteerde daarnaast dat van de 568 duizend huishoudens met glasvezel tot aan de voordeur, er 451 duizend huishoudens een werkende aansluiting heeft tot in de meterkast ('homes connected'), een groei van 108% ten opzichte van een jaar daarvoor. Het aantal daadwerkelijke abonnees ('homes subscribed') blijft echter wat achter met een toename van 56% op jaarbasis naar 217 duizend op het eind van het eerste kwartaal van 2010. In 2019 zouden er 3 miljoen 'homes passed' zijn.
Verder bleek uit de resultaten van Stratix in 2010 dat er grote verschillen tussen de provincies bestaan. In de economische zwakkere provincies Zeeland, Limburg en de noordelijke provincies vindt nog nauwelijks uitrol plaats, terwijl Flevoland zich de eerste provincie in Nederland mag noemen waar meer dan de helft van de huishoudens glasvezel tot aan de deur heeft.
Onderzoek aan de Faculteit Ruimtelijke Wetenschappen van de Rijksuniversiteit Groningen, uitgevoerd in 2014/2015 laat zien dat in de provincie Groningen ongeveer 17.000 huishoudens en 2000 bedrijven niet rendabel zijn aan te sluiten op snel internet. Ook werd er door deze onderzoekers een overzicht opgesteld van het aantal breedbandinitiatieven in Nederland. De aanleg en het beheer van glasvezelnetwerken wordt in Nederland gedomineerd door respectievelijk KPN Netwerk, Delta Fiber en Open Dutch Fiber.
In januari 2024 waren er in Nederland volgens de ACM bij 6,7 miljoen huishoudens glasvezelaansluitingen in de straat aanwezig of tot aan de meterkast. 2,7 miljoen huishoudens hadden op dat moment ook een glasvezelabonnement.

### Diensten
Het radio- en televisieaanbod via FTTH is vergelijkbaar met het aanbod van andere kabels.
Naast een symmetrische snelheid is het belangrijkste onderscheid van de twee FTTH-aanbieders in Nederland (KPN/Reggefiber en CIF/KPN) ten opzichte van aanbieders via coaxkabel dat het commercieel gezien een "open netwerk" is. Dat wil zeggen dat er naast allerlei dienstenaanbieders ook meerdere internet-, tv- en telefonieaanbieders kunnen zijn. Bij internetprovider VodafoneZiggo kan dat niet; de vaste internet-, tv- en telefoniedienst moet altijd van Ziggo afgenomen worden. Diensten van andere aanbieders worden vervolgens altijd via het internet geleverd. In de meeste FTTH-projecten is er een keuze uit meerdere aanbieders die echter allemaal in meerdere of mindere mate gebruikmaken van de infrastructuur van dezelfde aanbieder (KPN). Dit geldt voor de apparatuur in de wijkcentrales en de digitale televisiestreams. Vanaf de hoofdcentrale in een stad/plaats gaan de diensten over naar het netwerk van de aanbieder. Met "diensten" en "aanbieders" worden dan aanbieders van de diensten telefonie, televisie en internet bedoeld.
Met de hoge symmetrische bandbreedte van een glasvezelaansluiting tot in de woning zouden diensten geleverd moeten kunnen worden die tot nu toe niet via ADSL- of coax-netwerken leverbaar zijn. Het project Kenniswijk, waarvoor de Nederlandse overheid miljoenensubsidies beschikbaar heeft gesteld, had tot doel die nieuwe diensten te inventariseren en te ontwikkelen. Ook bij diverse andere glasvezelinitiatieven is gepoogd nieuwe diensten te ontwikkelen die optimaal gebruikmaken van de hoge symmetrische snelheden van glasvezel. Meestal ging het om diensten in de zorg (videospreekuur met de huisarts, camerabewaking, e.d.), lokale televisie (wijktelevisie, gemeenteraadsvergaderingen-online via televisie, sporttelevisie van lokale sportverenigingen) en lokale informatie (bibliotheek online, cultuur online).

## België
Eind 2021 hadden volgens de FTTH Council 600.000 Belgische gebouwen, of 11,7% van het Belgische gebouwenpark, een glasvezelaansluiting. Dat was beduidend minder dan Nederland of het Verenigd Koninkrijk (beide toen ongeveer 49%), maar nadien is een inhaalbeweging ingezet.
Glasvezelverbindingen worden in België hoofdzakelijk aangeboden door twee providers die elk een eigen kabelnet aanleggen, behalve in dunbevolkte gebieden. Enerzijds Proximus via de joint ventures Fiberklaar in Vlaanderen en Unifiber in Wallonië, anderzijds Telenet met Wyre. In enkele Vlaamse steden legt ook de kleinere operator The Last Mile een eigen glasvezelnetwerk aan.
Het Belgisch Instituut voor Postdiensten en Telecommunicatie houdt een overzicht bij van de glasvezelinfrastructuur in België.